# Історія Габону
Історія Габону

## Доколоніальний період
Вік наскельних малюнків, виявлених на мисі Лопес, оцінюється приблизно в 8000 років. Це найдавніше свідчення перебування людей на території нинішнього Габону. Першими жителями країни були пігмеї, що прийшли сюди з Центральної Африки. Вони жили невеликими групами в тропічних лісах, основними їх заняттями були полювання і збирання.
Наприкінці XI століття почалася міграція племен банту до узбережжя Атлантичного океану. Вони селилися на території нинішнього Габону рятуючись від ворогів або просто в пошуках нових земель. На сході і півдні Габону розселилося плем'я теке, на півночі — плем'я мпонгве. Обидва племені прийшли з півночі, з території нинішнього Камеруну. Про їхнє життя до приходу європейців відомо вкрай мало, однак збережені вироби ремісників і предмети мистецтва говорять про багаті культурні традиції.
У 1700 році народ орунгу заснував власну державу, що стало одним з потужніших центрів работоргівлі. У XIX-му столітті в Габон прийшло плем'я фанґ, відтіснивши колишніх жителів і стали найчисельнішою етнічною групою населення країни. До моменту появи європейців в Габоні місцеве населення жило первіснообщинним ладом і не мало навіть зачатків державності.
Першими з європейців біля узбережжя сучасного Габону з'явилися португальці. У 1472 році капітан Руй ді Сікейра виявив бухту в гирлі річки Комо. За формою цієї бухти він назвав країну португальським словом gabão, що означає плащ з рукавами і капюшоном. Відкрите Сікейрою узбережжі стало центром работоргівлі.
У XVI—XVII століттях в Габон стали припливати голландці, французи, іспанці та англійці. Вони обмінювали свої товари (сіль, зброю, порох, намиста, алкогольні напої тощо) на слонову кістку, ебенове дерево, віск, мед, пальмову олію. У прибережних районах створювалися торгові факторії і католицькі місії.

## Колоніальний період (1839—1960)

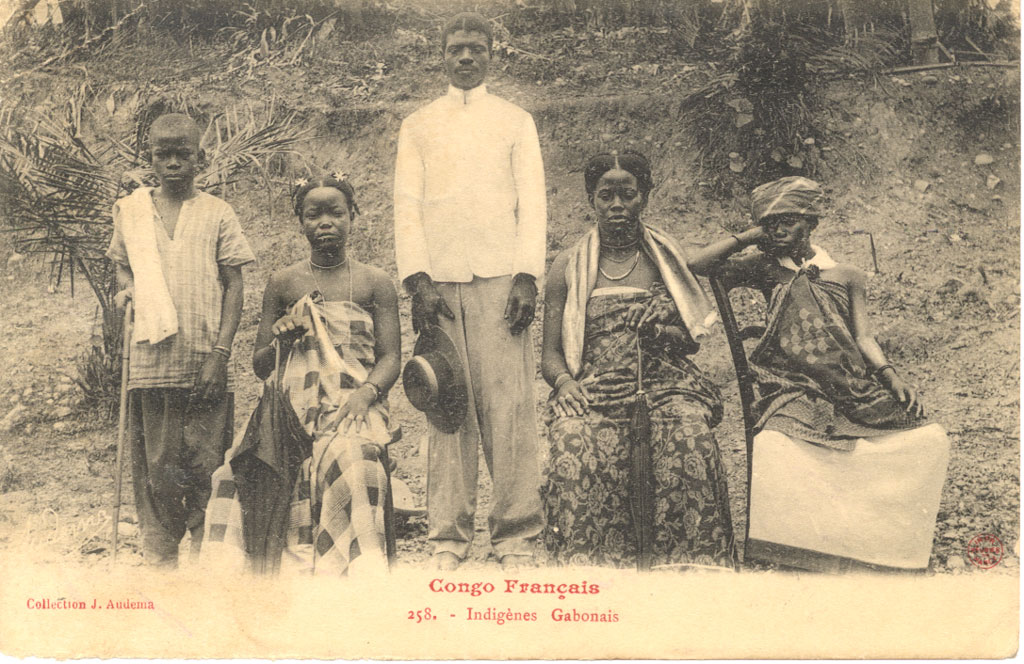
«Французьке Конго. Місцеві мешканці Габону»: зображення колоніального періоду, 1905 р.

Початок колонізації Францією території Габону поклав капітан Л. Е. Буе — Війомез, який заснував у бухті Габон стоянку для кораблів і уклав в 1839 році договір з вождем племені мпонгве Анчуве Кові Рапончомбе, якого французький капітан звернув в християнство і назвав «король Дені».
У 1840-60 роках французькі колонізатори уклали договори з усіма вождями місцевих племен на узбережжі — про «захист і заступництво Франції». У 1849 році французи захопили португальський корабель работоргівців, і звільнені французами негри заснували поселення Лібревіль, нинішню столицю Габону.
З середини XIX-го століття почалося проникнення французів у глибинні райони країни. У 1875-80 роках П'єр де Бразза, який досліджував басейн річки Конго, уклав ряд договорів з вождями місцевих племен. У 1880 році де Бразза заснував місто Франсвіль на сході нинішнього Габону. У 1883 році де Бразза був призначений урядовим комісаром Французької республіки в Західній Африці (території сучасних Габону та Конго).
З кінця XIX-го століття французькі колонізатори стали створювати в Габоні плантації експортних культур — кави і какао, вести лісозаготівлі, а також будувати дороги і морські порти. У 1910 році Габон став однією з чотирьох територій, що входили у Французьку Екваторіальну Африку.
Під час Першої світової війни солдати з Габона брали участь у бойових діях у складі французьких частин. У провінції Волю-Нтем відбувалися зіткнення між сенегальськими стрільцями і німецькими підрозділами з Камеруну.
У період Другої світової війни в Габоні йшли бої між місцевими колоніальними військами (формувались з африканців) проти висадившихся в листопаді 1940 військ генерала Шарля де Голля. Габонці виступали проти де Голля, оскільки вважали його бунтівником, повсталим проти законного уряду Франції.

## Період незалежності (1960— теперішній час)
Габон отримав незалежність в 1960 році. З тієї пори Габон залишається однією з найстабільніших країн континенту, дохід на душу населення в країні — один з найвищих в Африці.
За перші 50 років незалежності Габона на чолі цієї країни стояло всього 2 людини.
Першим президентом був Леон Мба, за конституцією, оприлюдненою, в лютому 1961 , що отримав практично необмежені повноваження. У лютому 1964 четверо молодших офіцерів здійснили військовий переворот в Габоні. Вони запропонували владу лідеру лівої партії ГДСС Обамі. Проте дві роти французьких військ, перекинутих із Сенегалу та Конго, відновили владу президента Мба.
Після смерті Мба в листопаді 1967 президентом став 32-річний Альберт Бернар Бонго (у 1973 він перейшов з християнства в іслам і взяв ім'я ель- Хадж Омар Бонго). Бонго був сином вождя племені теке, з 1964 виконував обов'язки міністра оборони і був спеціальним урядовим комісаром з держбезпеки. Потім він отримав також пости міністра інформації і міністра туризму, а з березня 1967 ще й посаду віце-президента країни.
У 1968 році Бонго офіційно затвердив однопартійний режим в країні, дозволивши існування тільки Габонській демократичної партії (призначивши себе її генеральним секретарем). Для ослаблення міжплемінного суперництва Бонго збільшив кількість міністерських постів, призначивши на них вождів найбільших племен Габону. У березні 1991 Бонго оголосив нову конституцію, яка містила роздільну багатопартійну систему в Габоні.
29 листопада 2005 року оголошені підсумки чергових президентських виборів. Набравши майже 80 % голосів, в черговий раз переміг 70-річний президент ель- Хадж Омар Бонго, який займає цей пост вже 38 років.
8 червня 2009 Омар Бонго помер. Виконуючою обов'язки президента Габону стала Роза Рогомбе, як президент Сенату Габону.
30 серпня 2009 року в Габоні відбулися президентські вибори, в яких брало участь близько двадцяти кандидатів. Перемогу на виборах, набравши 41,7 % голосів, здобув син Омара Бонго Алі Бонго. 16 жовтня 2009 року він офіційно вступив на посаду.
7 січня 2019 року відбулася невдала спроба державного перевороту. Кілька офіцерів спробували захопити владу. Вони записали відеоролик на місцевій радіостанції. Відео поширили соцмережами. Але досить швидко (радіостанцію захопили зранку, а вже в обід офіційна влада придушила заколот) заколотників було схоплено, у столицю Габону ввели війська.
11 травня 2021 року делегація Співдружності вирушила до Габону, коли Алі Бонго відвідав Лондон для зустрічі з генеральним секретарем організації, яка об'єднує 54 англомовні країни.